# Раймондо Монтекуколи (лек крайцер, 1934)
Раймондо Монтекуколи (на италиански: Raimondo Montecuccoli) е лек крайцер на италианския флот от времето на Втората световна война. Главен кораб на серията едноименни крайцери. Състои на служба до 1964 г. Наречен е в чест на италиански военачалник, живял през XVII век и воювал за Свещената Римска империя.

## История на службата
Крайцерът е заложен на 1 октомври 1931 г. на стапелите на компанията „Ансалдо“, спуснат е на вода на 2 август 1934 г. В строй влиза на 30 юни 1935 г., през 1937 г. се насочва към Далечния Изток, за да защитава интересите на Италия в разгара на японо-китайската война. През ноември 1938 г. се връща в Италия под защитата на крайцера „Бартоломео Колеони“.
През Втората световна война „Раймондо Монтекуколи“ участва в боевете при Калабрия и при Пантелерия: близо до Пантелерия заедно с крайцера „Еудженио ди Савоя“ те съумяват да нанесат тежки повреди на разрушителя „Бедуин“, а също близо до Малта, при поддръжка от авиация, довършват танкера „Кентъки“. Заедно с това крайцерът не успява да прехване повредения „Партридж“.
На 4 декември 1942 г. американски бомбардировачи атакуват Неапол и хвърлят бомби и над крайцера „Раймондо Монтекуколи“, от които крайцерът има сериозни повреди. При нападението са убити 44 души. Крайцерът, през август 1943 г., след ремонт, е преведен в Палермо. След разоръжаването на италианските войски крайцерът се връща в Италия и остава там до 1964 г., като учебен кораб, след което е разрязан за метал. Останките на кораба заедно с артилерийските оръдия са разположени в парка Sunday City близо до Перуджа.
Фотографии от парка

## Коментари
1. ↑  Всички данни са към юни 1940 г.